# Straight to the Bank
«Straight to the Bank» — первый сингл американского рэпера 50 Cent с его третьего студийного альбома Curtis.

## О сингле
В припеве можно услышать смех Tony Yayo с заиканием. Этот эффект в будущем скопировал Lupe Fiasco на треке «The Coolest» с пластинки Lupe Fiasco’s The Cool.
Через шесть дней после попадания трека в сеть, «Straight to the Bank» дебютировал на 48-й строчке Hot R&B/Hip-Hop Songs, поднявшись через несколько недель на 30-е место. Окремок также дебютировал на 32-й позиции Billboard Hot 100 в неделю 26 мая 2007 года. Окремок також дебютував на 32-ій позиції Billboard Hot 100 у тиждень 26 травня 2007.
«Straight to the Bank» занял 3-ю строчку синглового чарта iTunes; из-за переноса даты релиза Curtis композицию удалили из сервиса.

## Видеоклип
Режиссёр: Бенни Бум. Клип дебютировал на MTV 17 мая 2007 года, через день после премьеры видео «Amusement Park». 31 декабря 2007 года клип появился на 83-м месте рейтинга Notarized: Top 100 Videos of 2007 по версии BET.

## Список композиций
Цифровая дистрибуция
- «Straight to the Bank» — 3:13

CD-сингл
- «Straight To The Bank (Album)» — 3:13
- «Straight To The Bank (Instrumental)» — 3:11
- «Straight To The Bank (A Cappella)» — 2:55
- «Straight To The Bank» — (Видео) — 3:32

## Чарты
| Чарт (2007)                          | Пик позиции |
| ------------------------------------ | ----------- |
| U.S. Billboard Hot 100               | 32          |
| U.S. Billboard Hot R&B/Hip-Hop Songs | 30          |
| U.S. Billboard Hot Rap Tracks        | 10          |
| U.S. Billboard Pop 100               | 38          |
| Французский чарт синглов             | 38          |
| Немецкий чарт синглов                | 33          |
| Австрийский чарт синглов             | 60          |
| Чехия (Rádio — Top 100)              | 45          |
| Шведский чарт синглов                | 53          |
| Финский чарт синглов                 | 7           |
| Hot Canadian Digital Singles         | 62          |